# Nathaniel Butler
Nathaniel Butler (urodzony w Bedford) – angielski korsarz aktywny w rejonie Morza Karaibskiego.
Butler już w młodym wieku został marynarzem, wyruszając w podróż w kierunku Ameryki Północnej i Gujany. Hrabia Richard Rich (earl of Warwick) mianował go w 1619 gubernatorem Bermudów, którym pozostał do 1622.
W latach 1625–1628 przywłaszczał sobie wrogie statki, w czasie napadów angielskiej floty na Hiszpanię i północną Francję. W roku 1637 został mianowany kapitanem Royal Navy.
W 1638 został gubernatorem angielskiej kolonii na wyspie Providence. W kwietniu 1639 zgromadził złożoną z holenderskich i angielskich statków flotę. Po grabieży kilku małych miast, napadł na główny port Hondurasu Trujillo, po czym otrzymał okup w wysokości 16 000 funtów. Nie dzieląc się, większość łupu zatrzymał dla siebie i we wrześniu 1639 uciekł z powrotem na wyspę Providence Island, skąd w pośpiechu wyruszył do Anglii.